# Megaraneus
Megaraneus is een monotypisch geslacht van spinnen uit de  familie van de wielwebspinnen (Araneidae).

## Soort
- Megaraneus gabonensis Lucas, 1858